# Borys Barone
Borys Santiago Barone Grillo, noto semplicemente come Borys Barone (Isidoro Noblía, 31 maggio 1994), è un calciatore uruguaiano, attaccante svincolato.

## Caratteristiche tecniche
È un centravanti.

## Carriera
Cresciuto nel settore giovanile del Danubio, nel 2016 è stato ceduto in prestito all'El Tanque Sisley. Ha esordito fra i professionisti il 9 marzo 2015 disputando l'incontro di Primera División Profesional perso 1-0 contro il Nacional. Al termine della stagione è stato riscattato dal club neroverde, rimanendovi fino al 2017 quando è passato agli argentini del Gimnasia (M). Il febbraio dell'anno successivo, dato lo scarso impiego, è ritornato in patria firmando con il Cerro Largo.

## Palmarès

### Competizioni nazionali
- Segunda División uruguaiana: 2

El Tanque Sisley: 2016
Cerro Largo: 2018